# Лозовой, Николай Иванович
Николай Иванович Лозово́й (19 января 1922 года, Захарово, Канышевский район, Курская область, РСФСР, СССР — 2 апреля 2007 года) — ветеран Московского метростроя и сельскохозяйственного производства, Герой Социалистического Труда (1966).

## Биография
Родился в селе Захарово Канышевского района Курской области в крестьянской семье.
С 17-летнего возраста работал на строительстве Московского метрополитена откатчиком, чеканщиком, монтажником. 
С мая 1941 года - на военной службе.
В 1941—1945 годах — на фронтах Великой Отечественной войны (минер по обслуживанию аэродромов). 
В составе группы сапёров лично разминировал дом-музей А. С. Пушкина.
Демобилизовался в 1946 году. С 1953 года снова работал на Метрострое. В 1955 в числе «тридцатитысячников» направлен в Восточный Казахстан, где был избран председателем колхоза имени Калинина (село Солдатово, Больше-Нарымский район) (до 1973). В короткий срок вывел своё хозяйство в передовые.
За увеличение производства и заготовки зерна, кормовых культур и высокопроизводительное использование сельскохозяйственной техники 23 июня 1966 года был удостоен звания Героя Социалистического Труда.
С 1979 г. вновь работал в Москве в КСУМ. Много лет возглавлял Калужскую базу отдыха (пионерский лагерь «Юный метростроевец» и детский городок «Фролки»).
Участвовал в общественной деятельности.

## Награды
- Герой Социалистического Труда[1]
- Медаль «За победу над Германией в Великой Отечественной войне 1941—1945 гг.»

Также награждён медалями «За оборону Ленинграда» (август 1943), «За боевые заслуги» (май 1945), орденом Отечественной войны II степени (1985).